# Aguas Buenas (plaats)
Aguas Buenas is een plaats (zona urbana) in het Amerikaanse unincorporated territory Puerto Rico, en valt bestuurlijk gezien onder gemeente Aguas Buenas.

## Demografie
Bij de volkstelling in 2000 werd het aantal inwoners vastgesteld op 4368.

## Geografie
Volgens het United States Census Bureau beslaat de plaats een oppervlakte van
2,2 km², geheel bestaande uit land. Aguas Buenas ligt op ongeveer 243 m boven zeeniveau.

## Plaatsen in de nabije omgeving
De onderstaande figuur toont nabijgelegen plaatsen in een straal van 32 km rond Aguas Buenas.